# آلاپیوسک
شهر آلاپیوسک (به روسی: Алапаевск) در کشور روسیه و در اوبلاست سوردلوفسک واقع شده‌است.